# Slobodan Milošević

Slobodan Milošević (1988)

Slobodan Milošević [slɔˈbɔdan miˈlɔːʃɛvitɕ] (serbisch-kyrillisch Слободан Милошевић, Ausspracheⓘ; * 20. August 1941 in Požarevac, Militärverwaltungsgebiet Serbien, heute Serbien; † 11. März 2006 in Den Haag-Scheveningen, Niederlande) war ein kommunistischer und später nationalistischer jugoslawischer und serbischer Politiker. Innerhalb verschiedener politischer Funktionen galt er von 1987 bis 2000 als die bestimmende politische Führungsfigur Serbiens und später der Bundesrepublik Jugoslawien.
Milošević war Parteivorsitzender des Bundes der Kommunisten Serbiens (1986–1989) und außerdem Gründer und langjähriger Vorsitzender der Sozialistischen Partei Serbiens (1990–2006).
Milošević fungierte als Präsident der Sozialistischen Republik Serbien (1989–1991), Präsident der Republik Serbien (1991–1997) und Präsident der Bundesrepublik Jugoslawien (1997–2000).
Im Zusammenhang mit dem Kosovokrieg wurde er 1999 als erstes Staatsoberhaupt noch während seiner Amtsausübung von einem Kriegsverbrechertribunal wegen Völkermordes angeklagt (die Anklage wurde später auch auf die Jugoslawienkriege 1991–1995 ausgedehnt). Nachdem Milošević am 5. Oktober 2000 aufgrund von Massendemonstrationen als jugoslawischer Staatspräsident zurückgetreten war, wurde er auf Betreiben des serbischen Ministerpräsidenten Zoran Đinđić im Jahr 2001 verhaftet und an das UN-Kriegsverbrechertribunal in Den Haag ausgeliefert. Der Prozess begann im Jahr 2002, jedoch starb Milošević im Jahr 2006 vor dem Abschluss des Verfahrens, so dass es zu keinem Urteil kam.

## Leben
Slobodan Milošević war der zweite Sohn von Svetozar Milošević und Stanislava Milošević. Seine Eltern waren Montenegriner. Sein Vater, ein orthodoxer Geistlicher, verließ die Familie, als Milošević noch die Grundschule besuchte, und beging 1962 Suizid; seine Mutter tötete sich elf Jahre später ebenfalls selbst. Slobodan Milošević verstand sich als Serbe, im Gegensatz etwa zu seinem Bruder Borislav, der als Montenegriner im diplomatischen Dienst der SFR Jugoslawien und der späteren Bundesrepublik Jugoslawien Karriere machte.
Seit 1965 war Milošević mit Mirjana Marković verheiratet und hatte mit ihr zwei Kinder.

### Politische Karriere (1959–1986)
Slobodan Milošević trat 1959 dem Bund der Kommunisten Jugoslawiens (BDKJ) bei. 1964 schloss er sein Studium der Rechtswissenschaften mit dem juristischen Staatsexamen an der Belgrader Universität ab. Ab 1969 war er Vizedirektor und ab 1974 Generaldirektor von Technogas. Von 1978 bis 1983 war er Direktor der Beogradska Banka. 1984 wurde er zum Leiter der Kommunistischen Partei in Belgrad, im Jahr 1986 Parteivorsitzender des Bundes der Kommunisten Serbiens.

### Miloševićs Regime in Serbien (1987–2000)

#### Politik vor Beginn der Jugoslawienkriege
Im September 1987 veranlasste Milošević den Sturz des serbischen Präsidenten Ivan Stambolić. Obgleich er das Präsidentenamt zunächst nicht selbst übernahm, sondern Petar Gračanin überließ, wurde Milošević zum starken Mann Serbiens. So war er in den Jahren 1988 bis 1990 die treibende Kraft hinter der sogenannten Antibürokratischen Revolution, im Rahmen derer er die  innerparteiliche Opposition ausschaltete. Die politischen Führungen der beiden autonomen Provinzen Kosovo und Vojvodina wie auch der jugoslawischen Teilrepublik Montenegro wurden durch ihm getreue Politiker ersetzt. Darüber hinaus wurde der seit 1974 herrschende erweiterte Autonomiestatus der beiden serbischen Provinzen auf den Grad von vor 1974 zurückgestuft, was die Auflösung der Regionalparlamente zur Folge hatte. Am 8. Mai 1989 übernahm Milošević das Präsidentenamt der jugoslawischen Teilrepublik Serbien.
Milošević entwickelte sich immer mehr vom überzeugten Kommunisten zu einem Nationalisten. Höhepunkt seines nationalistischen Kurses stellte die sogenannte Amselfeld-Rede vom 28. Juni 1989 anlässlich des 600. Jahrestags der Schlacht auf dem Amselfeld dar.
Im Januar 1990 führten die zunehmenden Unabhängigkeitsbestrebungen Kroatiens und Sloweniens zur faktischen Auflösung des BDKJ. Im Juli 1990 fusionierte der Bund der Kommunisten Serbiens, der serbischen Republiksorganisation des BDKJ, mit der Massenorganisation Serbische Allianz zur Sozialistischen Partei Serbiens (SPS), zu deren erstem Vorsitzenden Milošević gewählt wurde. Bei den anschließenden ersten freien Wahlen seit dem Zweiten Weltkrieg im Dezember 1990 wurde er mit 65 Prozent der Wählerstimmen im Amt bestätigt.

#### Der Krieg in Jugoslawien

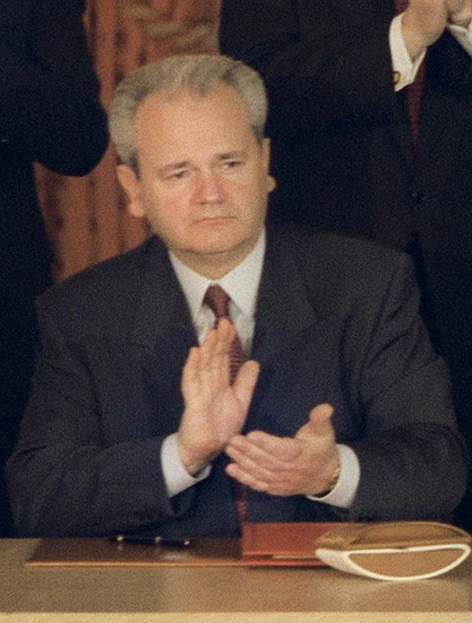
Slobodan Milošević nach der Unterzeichnung des Dayton-Abkommens 1995

Während der Jugoslawienkriege lieferte Serbien bzw. die verbliebene Bundesrepublik Jugoslawien unter Milošević zwar Versorgungsgüter, Treibstoff und auch Waffen in die Kriegsgebiete, war jedoch nach dem kurzen Unabhängigkeitskrieg Sloweniens 1991 (10-Tage-Krieg) und der ersten Periode des Kroatienkrieges nicht mehr mit regulären Truppen an diesen Auseinandersetzungen beteiligt.
Es wurde während des Krieges und auch danach behauptet, dass die serbische Regierung unter Milošević die militärische Auseinandersetzung bereits 1990, möglicherweise auch schon davor, geplant hat, um einen gemeinsamen großserbischen Staat zu schaffen, wobei es in erster Linie darum gegangen sei, Gebiete an Serbien anzugliedern. Allerdings ist diese Ansicht nicht beweisbar, da von Politikern der Republik Serbische Krajina der gemeinsame Staat mehrfach gefordert, aber von Milošević, der als Mitglied der kommunistischen Partei den Erhalt des bisherigen Staates verfolgte, öffentlich immer wieder abgewiesen wurde.
Am 21. November 1995 unterzeichneten Milošević, der bosnische Präsident Alija Izetbegović und der kroatische Präsident Franjo Tuđman das so genannte Dayton-Abkommen, das den Krieg in der ehemaligen Teilrepublik Bosnien und Herzegowina beendete und das politische System im nunmehr unabhängigen Bosnien und Herzegowina festlegte. Als in großem Maße selbstständige Entität innerhalb dieses Staates wurde die Republika Srpska geschaffen, was Milošević als Erfolg verbuchte.

#### Vom Präsidenten Serbiens zum Präsidenten Jugoslawiens

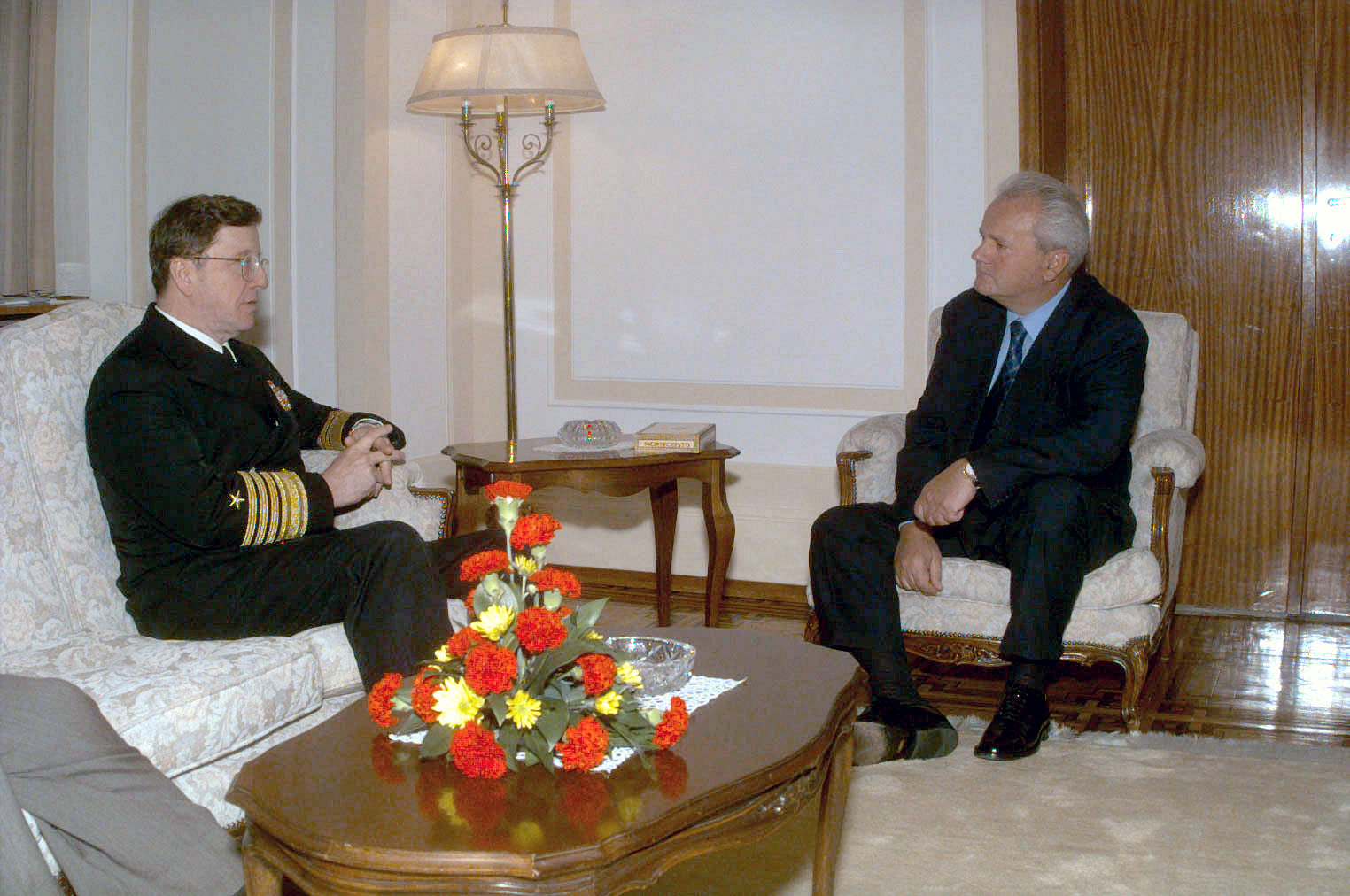
Slobodan Milošević (rechts) im Gespräch mit dem IFOR-Kommandeur und US-Admiral T. Joseph Lopez in Belgrad im September 1996

Aus den Kommunalwahlen vom 17. November 1996 waren in vielen Städten und Gemeinden Serbiens, unter anderen auch in Belgrad, Oppositionsparteien als Sieger hervorgegangen. Durch Wahlfälschungen konnten die Vertreter der SPS unter Milošević die politische Macht weiter für sich reklamieren. In Belgrad und anderen serbischen Städten forderte die Opposition in Massendemonstrationen daraufhin den Sturz Miloševićs, was zur Anerkennung der Wahlerfolge der Opposition durch die Regierung im Februar 1997 führte. Damit begann Miloševićs Macht in Serbien zu bröckeln. Im Juli 1997 trat er vom Amt des serbischen Präsidenten zurück, auch weil er in diese Funktion laut Verfassung nicht hätte wiedergewählt werden können, wurde aber daraufhin am 15. Juli 1997 von der sozialistischen Mehrheit des jugoslawischen Bundesparlaments zum Staatspräsidenten der Bundesrepublik Jugoslawien gewählt.
Im Mai 1998 veranlasste er den Sturz des jugoslawischen Ministerpräsidenten Radoje Kontić aus Montenegro, wodurch sich die Spannungen zwischen der von Milošević beherrschten Bundesregierung und Montenegro erheblich verschärften.

#### Kosovo-Krieg und Sturz
Während der 1990er Jahre verschärften sich im Kosovo die Gegensätze zwischen der albanischen Bevölkerungsmehrheit und der serbischen Minderheit. Dabei kam es ab etwa 1996 zu bewaffneten Auseinandersetzungen zwischen der Befreiungsarmee des Kosovo (UÇK) und den Streitkräften der BR Jugoslawien. Dieser Konflikt mündete schließlich 1998/1999 in den zunächst innerstaatlichen Kosovokrieg, der aufgrund der Unterstützung der Kosovo-Albaner durch die NATO und der Weigerung der jugoslawischen Regierung, NATO-Truppen auf eigenem Boden zu akzeptieren, ab dem 24. März 1999 zu NATO-Angriffen auf Jugoslawien und letztlich zu einem von den Vereinten Nationen verwalteten, aber weiterhin formell zu Jugoslawien gehörigen Kosovo führte.
Milošević erklärte sich nach den Präsidentschaftswahlen vom 24. September 2000 zunächst zum Wahlsieger, wurde aber nach langanhaltenden Protesten und Massendemonstrationen schließlich am 5. Oktober 2000 durch einen Volksaufstand gestürzt. Neuer Präsident wurde nach Neuwahlen Vojislav Koštunica.
Da eine Milliarden-Aufbauhilfe für Serbien und Montenegro durch eine internationale Geberkonferenz von der Auslieferung des ehemaligen Machthabers abhing, ließ der nunmehrige serbische Ministerpräsident Zoran Đinđić Milošević am 1. April 2001 festnehmen und nach Den Haag an den Internationalen Strafgerichtshof für das ehemalige Jugoslawien ausliefern.

### Prozess vor dem Kriegsverbrechertribunal
Am 27. Mai 1999 wurde Milošević, der als Schlüsselfigur der Jugoslawienkriege galt, vom Internationalen Strafgerichtshof für das ehemalige Jugoslawien in Den Haag wegen Verbrechen gegen die Menschlichkeit angeklagt. Die endgültigen Anklageschriften fügten dem weitere Anklagepunkte hinzu, darunter Kriegsverbrechen, Verstöße gegen die Genfer Konventionen sowie Völkermord.

#### Anklagepunkte
Insgesamt 66 Klagepunkte wurden Milošević in drei Anklageschriften für die folgenden Handlungen vorgeworfen:
Anklagepunkte Kroatienkrieg
Verbrechen gegen die Menschlichkeit, darunter:
- Verfolgung, Tötung, Folter und unmenschliche Behandlung.
- Kriegsverbrechen und Verstöße gegen die Genfer Konventionen
- Deportation von mindestens 170.000 Kroaten und anderen Nicht-Serben
- Das Massaker von Vukovar
- Die Belagerung von Dubrovnik

Anklagepunkte Bosnienkrieg
Zusätzlich die folgenden Verbrechen:
- Völkermord, allein über 8000 Opfer beim Massaker von Srebrenica
- Tausende Ermordete in den Gefangenenlagern Omarska und Keraterm.

Anklagepunkte Kosovokrieg
Zusätzlich die folgenden Verbrechen:
- die systematische Vertreibung des albanischen Bevölkerungsteils geplant, befohlen und betrieben zu haben
- die Vertreibung von 800.000 Zivilisten aus dem Kosovo
- den Tod von mindestens 900 Menschen
- Verbrechen gegen die Menschlichkeit
- Kriegsverbrechen.

Allen drei Anklageschriften zufolge war Milošević verantwortlich für:
- Massenvertreibungen („ethnische Säuberungen“)
- Festhalten und Internierungen von Personen unter unmenschlichen Bedingungen
- Deportationen und unmenschliche Taten
- Zerstörung und Plünderungen öffentlicher und privater Güter
- Angriffe und Morde an Zivilisten
- Artillerie-, Mörser- und gezielter Scharfschützenbeschuss gegen Zivilisten, bei denen Tausende von Menschen getötet oder verwundet wurden.

#### Verhandlung
Die Verhandlung vor dem Tribunal begann am 12. Februar 2002. Milošević erkannte das Gericht nicht als legitim an. Ihm wurde erlaubt, sich selbst zu verteidigen. Die Gerichtsverhandlung wurde häufig unterbrochen, weil er zeitweilig politische Verteidigungsreden hielt. In dem aufwändigen Gerichtsverfahren wurden über 400 Zeugen vernommen, 200 Videos und eine enorme Menge an Akten und Dokumenten gesichtet. In Serbien wie auch in den übrigen Republiken des früheren Jugoslawiens wurde die Verhandlung zunächst mit großer Aufmerksamkeit verfolgt. Dabei gab es innerhalb der serbischen Bevölkerung zwischen den Befürwortern und Gegnern seiner Politik deutlich divergierende Bewertungen. Im Laufe des langen Prozesses erlahmte das Interesse aber zusehends.
Milošević machte während des Prozesses in seiner Verteidigung „Deutschland, den Vatikan, die Vereinigten Staaten und die Europäische Union“ für den Krieg und Kriegsverbrechen verantwortlich. Seine Anklage vor dem für ihn gegründeten Gerichtshof bezeichnete er als „skrupellose Lüge und Verdrehung der Geschichte“. Das Verfahren gegen ihn habe nur den einen Zweck, „diejenigen zu schützen, die in Wahrheit verantwortlich sind“ und die „falschen Schlußfolgerungen zu ziehen“. Den NATO-Einsatz bezeichnete er als „NATO-Aggression“.
Am 3. März 2004 stellten sogenannte Freunde des Gerichts einen Antrag auf Freispruch von der Anklage des Völkermords in Bosnien und Herzegowina, da dieser von den Anklägern im damals bereits zwei Jahre laufenden Verfahren nicht ausreichend bewiesen worden sei. Dieser Antrag wurde am 16. Juni 2004 vom vorsitzenden Richter Bonomy abgewiesen, nur neun Tage nachdem er den Vorsitz als Nachfolger des aus Gesundheitsgründen zurückgetretenen Richters Richard May übernommen hatte. Germinal Civikov zeigte sich darüber verwundert. Seiner Meinung nach hätte Bonomy sich zuerst in die damals 35.000 Seiten Gerichtsprotokolle und über 600.000 Seiten an Beweismitteln einarbeiten müssen, um auf der Höhe des Prozesses zu sein und über einen Freispruch in einer Teilanklage entscheiden zu können.
Milošević starb am 11. März 2006. Die Beweisaufnahme war zu diesem Zeitpunkt weitgehend abgeschlossen, man hatte ein Urteil noch im Jahr 2006 erwartet. Die Chefanklägerin des Kriegsverbrechertribunals Carla Del Ponte sagte, dass Milosevic verurteilt worden wäre, wenn der Prozess zu einem Abschluss gekommen wäre. Dazu seien genug Beweise vorgelegt worden. Sie bedaure den Tod Miloševićs, „auch für die Opfer, die Tausenden von Opfer, die auf Gerechtigkeit warteten“.
Nach dem Tod Miloševićs wurde das Verfahren nach viereinhalbjähriger Prozessdauer ohne Abschlussbericht eingestellt. Human Rights Watch würdigte die Arbeit des Tribunals. Aus der Beweisaufnahme ergebe sich die bisher umfassendste Dokumentation der Jugoslawienkriege. Human Rights Watch legte dazu im Dezember 2006 einen zusammenfassenden Bericht vor.
Im Rahmen des Urteils gegen Radovan Karadžić stellte der Internationale Strafgerichtshof 2016 fest, dass eine Verantwortung Miloševićs für die den Bosnienkrieg betreffenden Anklagepunkte nicht nachgewiesen werden könne. Milošević ist dadurch weder entlastet noch freigesprochen, denn in dem Gerichtsurteil kommt der Kosovokrieg überhaupt nicht vor.

#### Kritik an der Anklage und am Prozess
Die Journalisten Oliver Tolmein, Hermann L. Gremliza, Christian Y. Schmidt, Georg Fülberth, Germinal Civikov und Stefan Frank sowie auch Jürgen Elsässer haben unter anderem in der Zeitschrift konkret ab 2000 fortlaufend über den Kosovokrieg und den Prozess gegen Milošević berichtet. Sie waren der Ansicht, dass oft veröffentlichte angebliche Beweise für eine Schuld Miloševićs an vermeintlichen Kriegsverbrechen durch westliche Medien gefälscht worden seien, wozu sowohl auf dahingehende medienrechtliche Gerichtsverfahren in Großbritannien, wie auf fortgesetzte Misserfolge der Anklage im Prozess gegen Milošević hingewiesen wurde. Weiterhin sei laut diesen Quellen im Den Haager Verfahren gegen fundamentale Rechtsgrundsätze verstoßen worden. So seien die Anklage und die Argumentationen der Ankläger zu einzelnen Gesichtspunkten zu großen Teilen auf nachgewiesenen Meineiden durch Zeugen der Anklage aufgebaut gewesen, diese Meineide allerdings nicht verfolgt worden. Etwa 1000 entlastende Beweismittel seien von UN-Diplomaten zur Verfügung gestellt worden, aber vom Gericht mit Verweis auf die Diplomatentätigkeit dieser Zeugen nicht in das Verfahren aufgenommen worden. Bereits im September 2002 sei laut konkret die Beweisaufnahme der Anklage gegen Milošević erfolglos beendet worden.
Zum Anklagepunkt Massaker von Srebrenica schrieb Ralph Hartmann im Jahr 2005, Milošević treffe „trotz aller Tricks der Chefanklägerin del Ponte, das Gegenteil zu beweisen“, nach dem bisherigen Prozessverlauf keine Schuld. Das ergebe sich unter anderem aus einem 3496 Seiten langen Bericht des Niederländischen Instituts für Kriegsdokumentation. Einer der Autoren habe erklärt: „In unserem Bericht kommen wir zu dem Schluss, dass Milosevic keine Vorabkenntnis über die folgenden Massaker hatte. Was wir fanden, waren Beweise für das Gegenteil. Milošević war empört, als er von dem Massaker erfuhr.“
Die Schriftsteller Harold Pinter und Peter Handke sowie Jürgen Elsässer haben trotz der Vorwürfe von Menschenrechtsverletzungen und Völkermordes in mehreren Büchern und Aufsätzen eine differenziertere Betrachtung des Wirkens Miloševićs angemahnt.

### Krankheiten und Tod
Milošević litt unter Diabetes, Bluthochdruck und Herzproblemen. Das Gerichtsverfahren wurde deshalb mehrfach unterbrochen und zog sich auch aus diesem Grund in die Länge. Anfang 2006 verschlechterte sich sein Zustand dramatisch. Vor Weihnachten hatten die Haager Richter eine Behandlung des Angeklagten in Moskau abgelehnt, da auch in den Niederlanden entsprechende medizinische Möglichkeiten bestünden. Am 24. Februar lehnte das Gericht den Wunsch erneut ab.
Am Morgen des 11. März 2006 wurde der damals 64-jährige Milošević tot in seiner Zelle in der United Nations Detention Unit in Den Haag aufgefunden. Eine erste Obduktion der Leiche durch vom Gericht bestellte Gutachter ergab, dass er an einem Herzinfarkt verstorben war.
Die Untersuchung einer bereits am 12. Januar 2006 vorgenommenen Blutprobe hatte die Einnahme des Antibiotikums Rifampicin in hoher Dosis ergeben – ein Medikament, das typischerweise zusammen mit anderen Medikamenten gegen Lepra, Tuberkulose oder Meningokokken eingesetzt wird. Es kann die Wirkung von Medikamenten, darunter auch herzwirksamer Mittel, durch Enzyminduktion schwächen oder aufheben. Milošević hatte das Rifampicin nicht von seinen Ärzten verschrieben bekommen. Dies warf die Frage auf, ob er es absichtlich eingenommen hatte, um seinem Tod nachzuhelfen – oder ob vielleicht andere ihn mit dem Mittel geschädigt hatten. In einem Brief, den sein Anwalt vorlegte, hatte er geschrieben: „Sie wollen mich vergiften.“
Milošević wurde eine Woche nach seinem Tod in seinem Heimatort Požarevac auf dem Anwesen seiner Familie beigesetzt. Das Begräbnis fand mit 20.000 Trauergästen ohne Beisein seiner Witwe Mirjana Marković und seines Sohnes statt, da diese aus Angst vor Verhaftung ihr Moskauer Exil nicht verlassen wollten. Stattdessen wurden Abschiedsbriefe seiner Familie verlesen. Peter Handke hielt eine Grabrede. Dies führte zu einer breiten Diskussion um die vorgesehene Vergabe des Heinrich-Heine-Preises 2006 an Peter Handke, auf den dieser schließlich verzichtete.

## Politische Funktionen
- 1984–1986: Parteivorsitzender der lokalen Kommunistischen Partei Belgrads
- 1986–1989: Parteivorsitzender des Bundes der Kommunisten Serbiens
- 1989–1991: Präsident der Sozialistischen Republik Serbien
- 1990–1997: Präsident der Republik Serbien
- 1997–2000: Präsident der Bundesrepublik Jugoslawien
- 1990–2006: Parteivorsitzender der Sozialistischen Partei Serbiens